# Atrichopogon inacayali
Atrichopogon inacayali är en tvåvingeart som beskrevs av Gustavo R. Spinelli och Pasquale Marino 2006. Atrichopogon inacayali ingår i släktet Atrichopogon och familjen svidknott. Inga underarter finns listade i Catalogue of Life.